# Falls of Drumly Harry
Falls of Drumly Harry är ett vattenfall i Storbritannien.   Det ligger i kommunen Angus och riksdelen Skottland, i den norra delen av landet, 600 km norr om huvudstaden London. Falls of Drumly Harry ligger 201 meter över havet.
Terrängen runt Falls of Drumly Harry är kuperad norrut, men söderut är den platt. Runt Falls of Drumly Harry är det ganska glesbefolkat, med 32 invånare per kvadratkilometer. Närmaste större samhälle är Kirriemuir, 10,5 km sydväst om Falls of Drumly Harry. I omgivningarna runt Falls of Drumly Harry växer i huvudsak blandskog.